# Lisa Mößinger
Lisa Mößinger (* 20. Mai 1990) ist eine ehemalige deutsche Handballspielerin.

## Karriere
Lisa Mößinger begann als Kind bei der TSG Groß-Bieberau mit dem Handball. 2006 wechselte sie zur HSG Bensheim/Auerbach, wo sie mit der B-Jugend in der Regionalliga spielte. Ab 2008 lief sie für die HSG Bensheim/Auerbach in der 2. Bundesliga auf. 2011 wechselte sie zur TuS Metzingen, mit der sie 2012 in die 1. Bundesliga aufstieg. In Metzingen wurde die 1,78 Meter große Mößinger überwiegend als Linksaußen eingesetzt, sie kann aber auch im linken und rechten Rückraum spielen.
Im April 2014 wurde bekannt, dass ihr am Saisonende auslaufender Vertrag bei der TuS Metzingen nicht verlängert wird. Daraufhin kehrte sie wieder zur HSG Bensheim/Auerbach zurück. Hier beendete sie 2017 mit dem Aufstieg in die Bundesliga ihre aktive Karriere.
Aktuell ist sie Marketingverantwortliche der HSG Bensheim/Auerbach.
Mößinger ist Inhaberin der B-Trainerlizenz. Sie ist E-Kadertrainerin des Hessischen Handballverbands.